# Исаев, Магомет Измайлович
Магоме́т Изма́йлович Иса́ев (осет. Исати Измаили фурт Мӕхӕмӕт; 5 марта 1928, Лескен, Северо-Осетинская АССР — 21 июня 2011, Москва) — советский и российский языковед, специалист по иранистике, интерлингвистике и этнолингвистике.

## Биография
Окончил восточный факультет ЛГУ.
М. И. Исаев известен прежде всего как иранист, исследователь дигорского диалекта осетинского языка, автор многих работ на эту тему. Он также занимался вопросами социолингвистики и этнолингвистики, взаимодействием языков России, руководил многими работами на эти темы.
Автор нескольких учебников эсперанто, М. И. Исаев в 1979—1989 годах руководил Ассоциацией советских эсперантистов. Под его научным руководством были защищены диссертации на эсперантологические темы.
В 1990—1997 годах — главный редактор журнала «Русский язык в национальной школе». В последние годы жизни работал главным научным сотрудником Института языкознания Российской академии наук.
Заслуженный деятель науки РФ (2004).

## Труды
Книги
- Исаев М. И. Дигорский диалект осетинского языка. Фонетика. Морфология. — М.: Наука, 1966. — 224 с.
- Исаев М. И. Очерки по истории изучения осетинского языка. — Орджоникидзе, 1974. — 92 с.
- Исаев М. И. О языках народов СССР. — М.: Наука, 1978. — 224 с.
- Исаев М. И. Языковое строительство в СССР, М.: Наука 1979.
- Исаев М. И. Васо Абаев. — Орджоникидзе: Ир, 1980. — 144 с.
- Исаев M. И. Социолингвистические проблемы языков народов СССР. — М.: Высшая школа, 1982. — 168 с.
- Исаев M. И. Василий Иванович Абаев. К столетию Василия Ивановича Абаева. М., Наука, 2000.

Автореферат
- Исаев М. И. Становление и развитие осетинского литературного языка (взаимоотношение и взаимодействие с дигорским диалектом и говорами): Автореферат дисс. канд. филол наук. — М., 1972. — 31 с.

Статьи
- Исаев М. И. Осетинский язык // Младописьменные языки народов СССР. — М. — Л., 1959. С. 462—467.
- Исаев М. И. Основные этапы научного изучения осетинского языка // Известия ЮОНИИ. Вып. 10. — Цхинвали, 1960. — С. 5-30.
- Исаев М. И. Осетиноведческие проблемы в книге И. М. Оранского «Введение в иранскую филологию». — Орджоникидзе, 1962. — 5 с.
- Исаев М. И. К вопросу о диалектном членении осетинского языка/ / Иранская филология. — Л., 1964. — С. 33-41.
- Исаев М. И. Нация и язык // Вопросы истории, 1968, № 2. — С. 99-112.
- Исаев М. И. О языковом развитии в социалистическом многонациональном государстве // Известия СОНИИ. Том 27. — Орджоникидзе, 1968. — С. 5-22.
- Исаев М. И. Закономерности развития осетинского литературного языка (Советский период) // Известия Северо-Осетинского научно-исследовательского института. Т. 28. — Орджоникидзе, 1971. — С. 311—326.
- Исаев М. И., Расторгуева В. С. Выдающийся советский иранист-осетиновед (Васо Абаев) // Осет. филология. Орджоникидзе, 1977. Вып. 1.
- Исаев М. И. Территориально-функциональная характеристика осетинского литературного языка // Известия Юго-Осетинского научно-исследовательского института АН ГССР. Вып. XXVI. — Цхинвали, 1981. — С. 12-21.
- Исаев М. И. Исторические типы общности людей и язык // Онтология языка как общественного явления. — М.: Наука, 1983. — С. 105—142.
- Исаев М. И. Я — за альтернативный вариант // Северная Осетия. 1992, 19 мая.
- Исаев М. И. Родной язык // Родной язык, 1994, № 1. — С.3-5.
- Исаев М. И. Этнолингвистические проблемы Евразии (Аспекты языкового планирования) // Общее и восточное языкознание / Сборник научных трудов, посвященный 70-летию чл. — кор. РАН В. Н. Солнцева. — М., 1999. — С. 101—106.
- Исаев М. И. Роль Коста Хетагурова в становлении осетинского литературного языка // Венок бессмертия (Материалы международной научной конференции, посвященной 140-летию со дня рождения Коста Хетагурова). — Владикавказ: Проект-Пресс, 2000. — С. 38-41.
- Исаев М. И. Василий Иванович Абаев (род. 15 декабря 1900 г.) // Отечественные лексикографы: XVIII—XX века / Под ред. Г. А. Богатовой. Институт русского языка им. В. В. Виноградова РАН; Лексикографический семинар; Кабинет «Славянский мир». — М.: Наука, 2000. — С. 399—417. — 512 с. — 1000 экз. — ISBN 5-02-011750-1. (в пер.)